# Дубина, Василий Яковлевич
Василий Яковлевич Дубина (1 января 1909, станция Хацепетовка — 26 июня 1991) — паровозный машинист паровозной колонны особого резерва № 44 Народного комиссариата путей; по Указу — паровозный машинист депо Дебальцево Северо-Донецкой железной дороги.

## Биография
Родился Василий 1 января 1909 года на станции Хацепетовка (ныне — город Углегорск Донецкой области Украины) в семье железнодорожника. Украинец. В шестнадцать лет пришёл работать на железную дорогу учеником слесаря по ремонту паровозов, потом стал поездным кочегаром, успешно сдал экзамен на помощника машиниста. Работал в депо Дебальцево-восток.
В 1931 году был призван в Красную Армию. Военную службу проходил в железнодорожном полку в Киеве, там получил права на управление локомотивом. В 1931 году вступил в ВКП/КПСС. После демобилизации вернулся в Дебальцево, стал уже машинистом паровоза. Напарниками у него были младшие братья Михаил и Николай. Став кривоносовцами, братья Дубина повели на больших скоростях тяжеловесные поезда. В октябре 1938 года Василия наградили именными часами.
Летом 1939 года братьев командировали в депо Кавказская для передачи опыта — там переходили на ФД. А когда полыхнула финская война, братья прямым рейсом, при 40 градусах мороза, провели состав с военным снаряжением для воинов на финском фронте от Дебальцево до Ленинграда, а там подвозили военную технику. На обратном пути по заданию наркомата расшивали от скопившихся грузовых составов станцию Узловая. На груди Василия появился знак «Почётному железнодорожнику».
Когда началась Великая Отечественная война Николай ушёл на бронепоезд. Василий с Михаилом продолжали водить поезда с эвакуированным оборудованием Кривбасса и Донбасса на восток. На прифронтовом участке регулярно совершали ночные угольные рейсы в Штеровку и Красный Луч. В этих рейсах во время вражеского налета Василий был ранен и контужен. Остался на посту, провел санитарный эшелон до Минеральных Вод. Лишь в больнице, близ Баку, у него удалили осколки.
На пароме со своим паровозом пересек Каспийское море и доехал до города Кзыл-Орда. Здесь бригада получила другой локомотив, была включена в состав формирующейся паровозной колонны особого резерва № 44 Наркомата путей сообщения и отправилась на фронт. В город Ливны доставили эшелон с боеприпасами, в Прохоровку — танки. После Белгорода были Харьков, Полтава.
Указом Президиума Верховного Совета СССР от 5 ноября 1943 года «за особые заслуги в обеспечении перевозок для фронта и выдающиеся достижения в восстановлении железнодорожного транспорта в условиях военного времени» Дубине Василию Яковлевичу присвоено звание Героя Социалистического Труда с вручением ордена Ленина и золотой медали «Серп и Молот».
Потом у В. Я. Дубины был ещё долгий путь на запад. День Победы встретил в Бреслау, на посту заместителя начальника колонны № 44. Берлин капитулировал 2 мая, а в Бреслау бои шли до 6 мая, и он лично сопровождал туда поезд с боеприпасами.
В конце 1946 году колонна № 44 была расформирована и В. Я. Дубина в начале 1947 года приехал домой. Продолжал трудиться в депо Дебальцево. После ухода на пенсию связи с депо не прерывал и вёл большую общественную работу. Скончался 26 июня 1991 года.
Награждён двумя орденами Ленина, орденом Трудового Красного Знамени, медалями; тремя знаками «Почётному железнодорожнику».